# Pfendericonus
Pfendericonus es un género de foraminífero bentónico de la familia Chrysalidinidae, de la superfamilia Chrysalidinoidea, del suborden Textulariina y del orden Textulariida. Su especie tipo es Lituonella makarskae. Su rango cronoestratigráfico abarca desde el Thanetiense (Paleoceno superior) hasta el Priaboniense (Eoceno superior).

## Clasificación
Pfendericonus incluye a las siguientes especies:
- Pfendericonus kahleri †
- Pfendericonus makarskae †